# Santa Justa felvonó
A Santa Justa felvonó (Elevador de Santa Justa) Lisszabon belvárosában működő közterületi lift, mely összeköti a Baixa negyedet a magasabban fekvő Carmo térrel. Közkeletű helyi elnevezése még portugálul: Elevador do Carmo.
A lift megépülése óta turista-látványosság. A tetejéről panoráma nyílik Lisszabon belvárosára és a várhegyre.
Más függőleges működésű közterületi lift nincs a városban, csak siklóvasutak (Elevador da Glória, Elevador do Lavra). Korábban több terv is volt, de ezek vagy nem valósultak meg, vagy a megvalósult liftet leszerelték (Elevador de São Julião).
Lisszabon meredek dombjai mindig akadályozták a közlekedést a városban. 1896-ban merült fel a gondolat, hogy néhány helyen felvonót építsenek a város alsó és felső részei között. Az egyik ilyen terv a Santa Justa lift volt.
A lift 1901-ben készült el, 1902-től utasokat vitt, először gőzgép működtette, majd  1907-től elektromos motorra cserélték ki  a gőzgépet.
A felvonó 2002 júliusában ünnepelte fennállásának századik évfordulóját, ez alkalomból Nemzeti Emlékműnek minősítették.
2006-ban felújították.

## Felépítés
A felvonó fémből készült és egy toronyból, kilátóból, és járdából áll. Az alapját négy függőleges oszlop képezi. Magassága 45 méter. A felvonó felső része párhuzamos a Rua de Santa Justa nevű utcával. Hét emeletből áll és két kabin szállítja az utasokat ellentétes irányban. Egy kabin maximum 29 utast szállíthat. Tetején egy kilátó van, ahol egy kis kioszk is található. A kilátóból látható Lisszabon belvárosa és a szemben lévő várhegy.
A lift díszítése neogótikus stílusú, mely az építése idején divatos stílus volt.

## Képgaléria

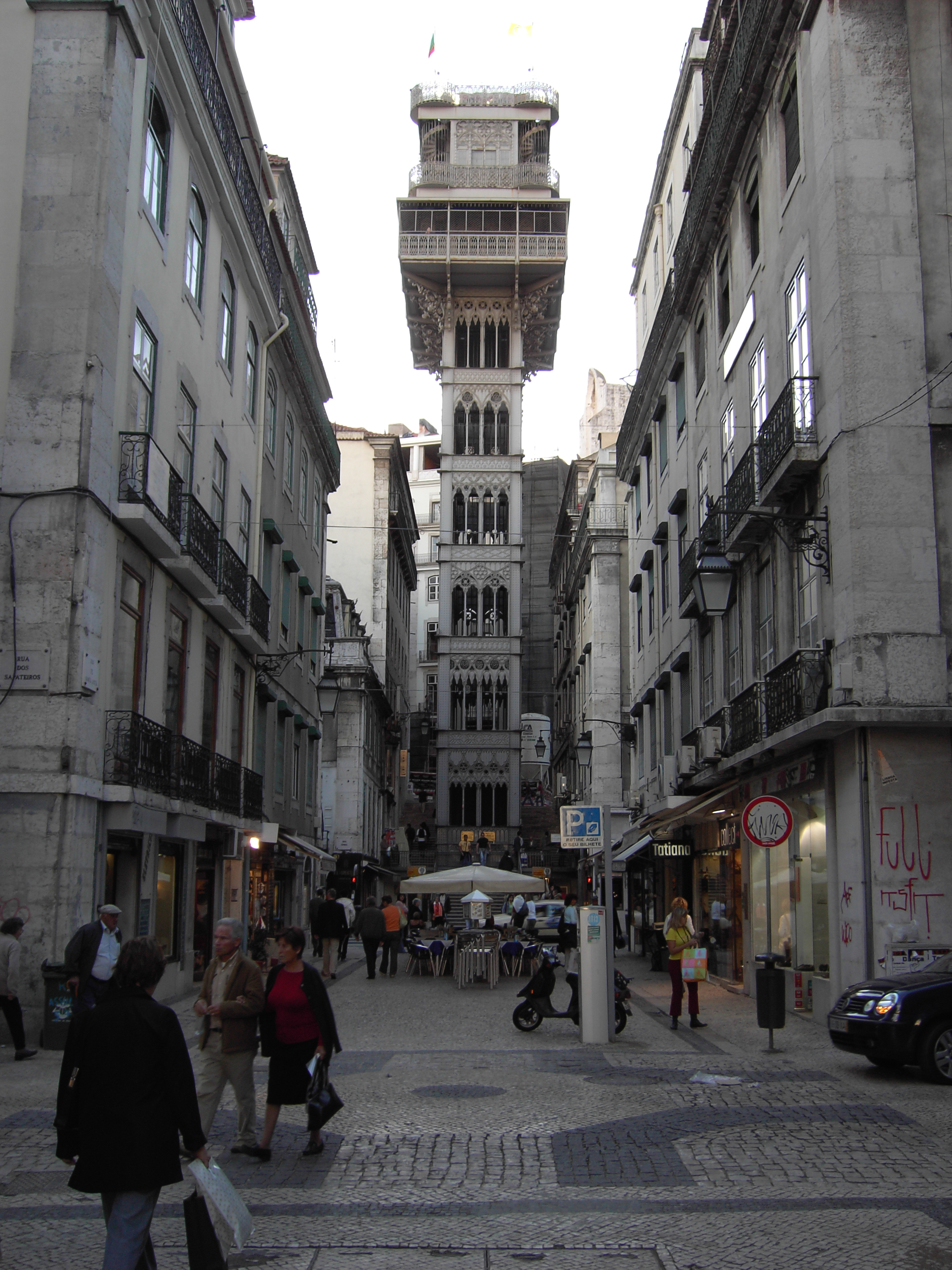
A Santa Justa felvonó
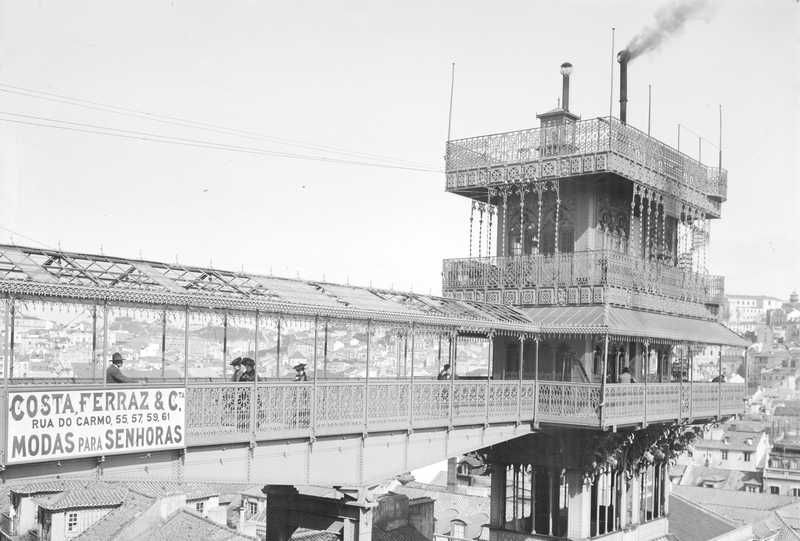
A felvonó 1907-ben
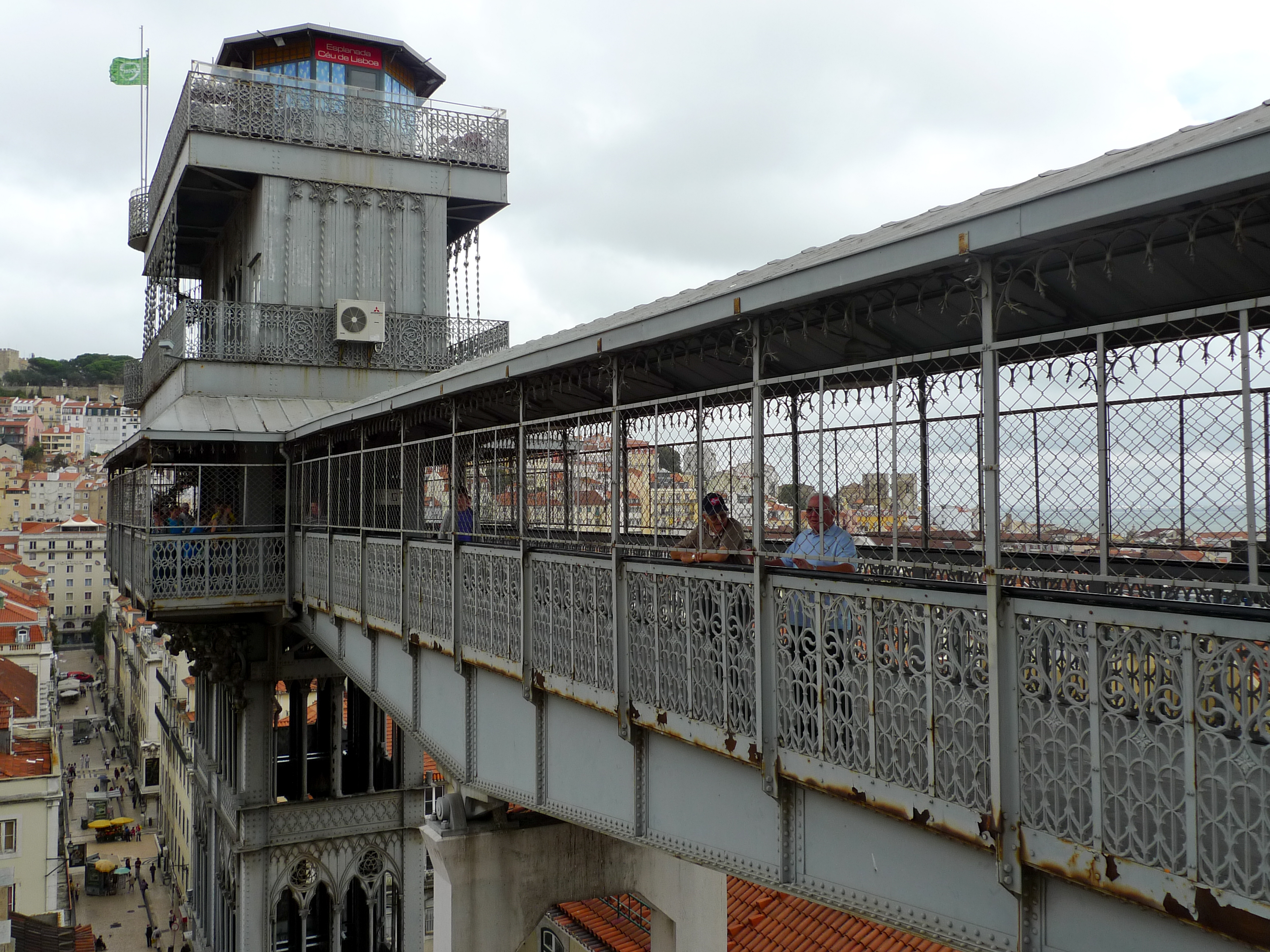
Felső kijárat
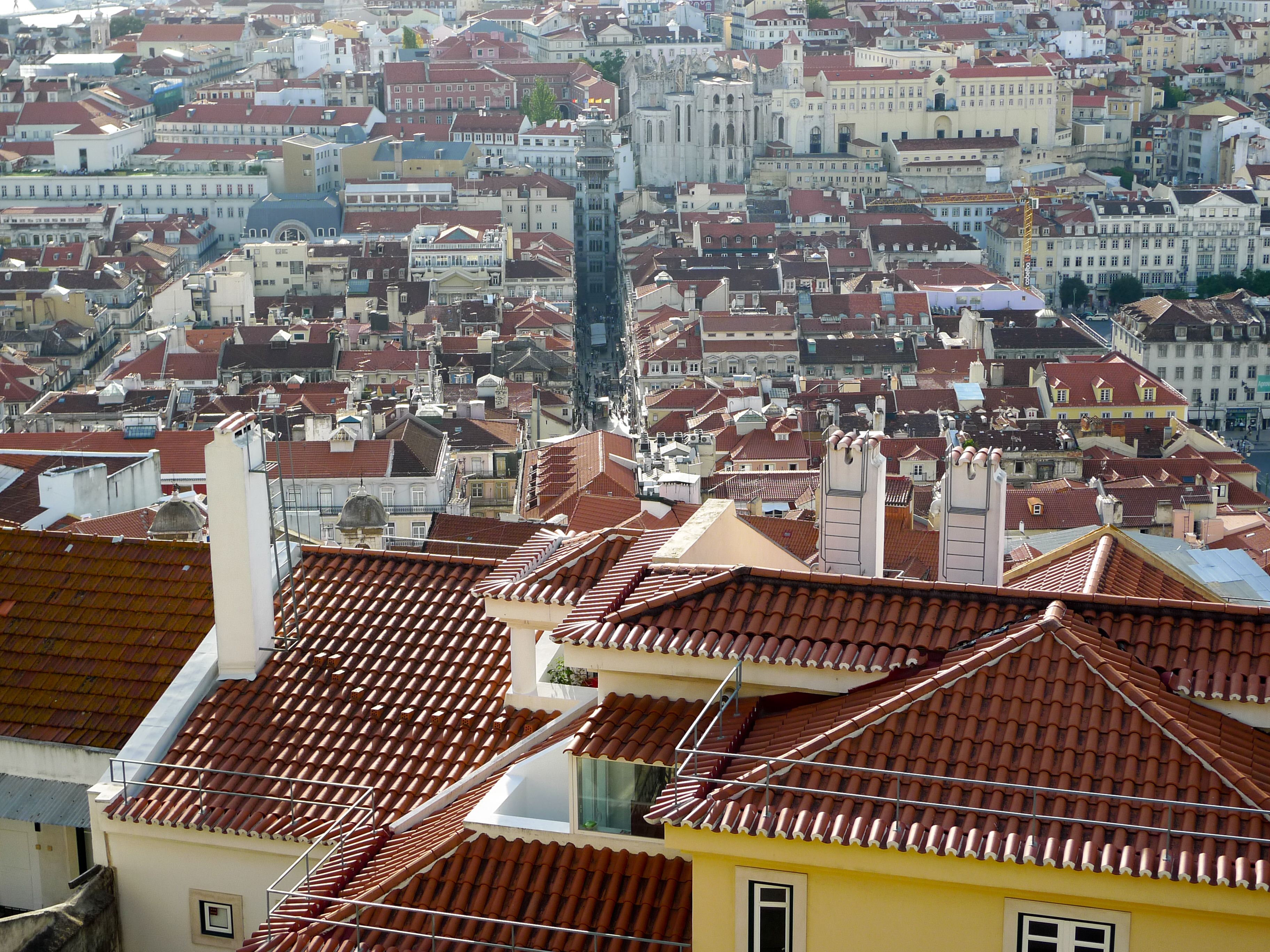
A lift a várhegyről
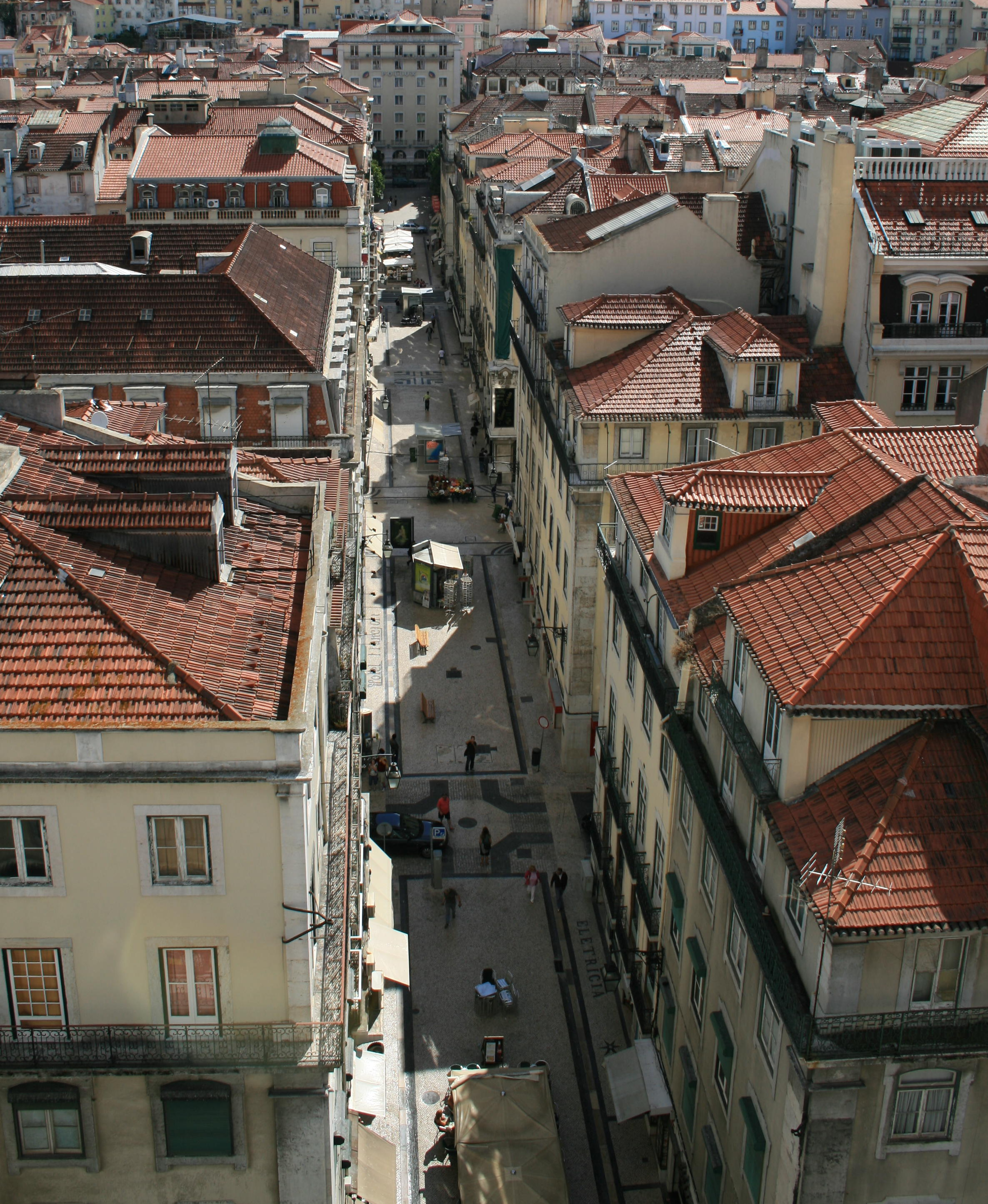
A Santa Justa utca a lift tetejéről
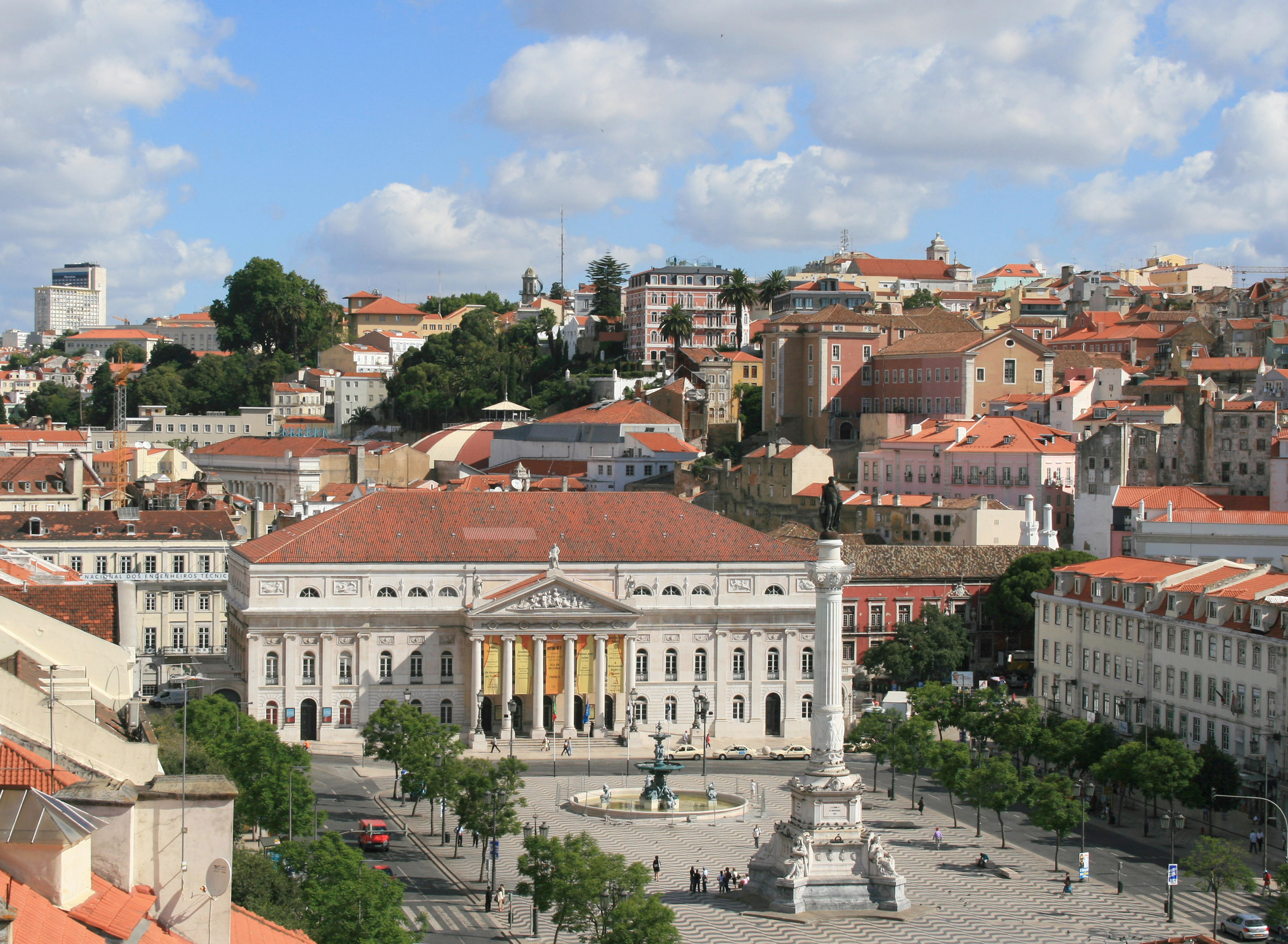
A Rossio tér a lift tetejéről